# 椎名六郎
椎名 六郎（しいな ろくろう、1896年10月7日 - 1976年11月30日）は、図書館学者。
香川県出身。大谷大学卒業。明善高等女学校（現英明高等学校）教諭を経て、1943年香川県立図書館長となる。のち国立国会図書館調査員、奥州大学（現富士大学）教授。日本図書館学会の創立に参加した。

## 著書
- 『図書館学概論』 学芸図書、1960年
- 『ライプニッツの図書館活動』 私家版、1961年
- 『新図書館学概論』 学芸図書、1973年
- 『椎名六郎先生図書館学論文集』 椎名六郎先生顕彰会、1978年

### 共著
- 『日本図書館学講座 1　図書館概論』 岩猿敏生共著、雄山閣出版、1977年

### 翻訳
- エルマ・D.ジョンソン 『コミュニケーション 図書および図書館の歴史』 椎名芙美枝共訳、学芸図書、1969年

## 論文
- CiNii Articles 検索 - 椎名六郎